# Tony Tchani
 (août 2025).
Tony Tchani (né le 13 avril 1989 à Bafang, Cameroun) est un footballeur international camerounais évoluant actuellement au FC Edmonton en Première ligue canadienne.

## Carrière

### En club
Il a été choisi au premier tour en deuxième position lors du repêchage 2010 en provenance des Cavaliers de la Virginie. Après six entrées en jeu, il inscrit son premier but contre le Crew de Columbus lors de la neuvième semaine du championnat.
Le 1er avril 2011 il est échangé contre Dwayne De Rosario au Toronto FC puis est envoyé au Columbus Crew le 15 juin en échange de Andy Iro et Léandre Griffit. Le 30 mars 2017, il est échangé, en plus d'une allocation monétaire totale de 300 000 dollars, aux Whitecaps de Vancouver contre Kekuta Manneh. Au Canada, il connaît une bonne saison 2017 avec trente apparitions tandis que son équipe se rend en demi-finale de conférence. Alors qu'il se prépare pour la saison 2018 avec les Whitecaps, il est échangé au Fire de Chicago le 28 février 2018 en contrepartie de 150 000 dollars en allocation monétaire ciblée.

### En équipe nationale
En novembre 2016, Tchani est convoqué pour la première fois en équipe du Cameroun pour une double confrontation face au Niger.

## Statistiques
| Club              | Saison | Major League Soccer | Major League Soccer | Major League Soccer | US Open Cup | US Open Cup | Coupe MLS | Coupe MLS | CONCACAF | CONCACAF | Total  | Total |
| Club              | Saison | Matchs              | Buts                | Passes décisives    | Matchs      | Buts        | Matchs    | Buts      | Matchs   | Buts     | Matchs | Buts  |
| ----------------- | ------ | ------------------- | ------------------- | ------------------- | ----------- | ----------- | --------- | --------- | -------- | -------- | ------ | ----- |
| Red Bull New York | 2010   | 27                  | 1                   | 3                   | 4           | 0           | -         | -         | -        | -        | 31     | 1     |
| Red Bull New York | 2011   | 2                   | 0                   | -                   | -           | -           | -         | -         | -        | -        | 2      | 0     |
| Toronto FC        | 2011   | 13                  | 1                   | -                   | 4           | 0           | -         | -         | -        | -        | 17     | 1     |
| Columbus Crew     | 2011   | 1                   | 0                   | -                   | -           | -           | -         | -         | -        | -        | 1      | 0     |
| Columbus Crew     | 2012   | 22                  | 2                   | 2                   | -           | -           | -         | -         | -        | -        | -      | -     |
| Columbus Crew     | 2013   | 22                  | 0                   | 1                   | -           | -           | -         | -         | -        | -        | -      | -     |
| Columbus Crew     | 2014   | 33                  | 0                   | 6                   | -           | -           | -         | -         | -        | -        | -      | -     |
| Columbus Crew     | 2015   | 2                   | 1                   | -                   | -           | -           | -         | -         | -        | -        | -      | -     |
| Total             | Total  | 121                 | 5                   | 12                  | 8           | 0           | -         | -         | -        | -        | 51     | 2     |